# Rottige Meenthe & Brandemeer
De Rottige Meenthe & Brandemeer is één Natura 2000-gebied dat bestaat uit de Rottige Meenthe plus Brandemeer die elk op een eigen pagina's zijn beschreven.

Rottige Meenthe & Brandemeer vormen in Zuid-Friesland de uitloper van de beroemde laagveengebieden De Wieden en De Weerribben.

Het gebied ligt in de gemeente Weststellingwerf in de provincie Friesland.

## Externe beschrijving
- Uitgebreide gebiedsbeschrijving: Ministerie van Landbouw, Natuur en Voedselkwaliteit